# Коэн, Бенджамин
Бенджамин Джерри Коэн (англ. Benjamin Jerry Cohen; 5 июня 1937, Оссининг, Нью-Йорк) — американский экономист, специалист в области международных денежных и финансовых отношений.

## Биография
Бакалавр (1959) и доктор философии (1963) Колумбийского университета. Преподавал в Принстоне (1964-1971), университете Тафта (1971-1991; профессор с 1978) и Калифорнийском университете в Санта-Барбаре (с 1991).

## Основные произведения
- «Будущее стерлинга как международной валюты» (The Future of Sterling as an International Currency, 1971);
- «Европейская монетарная система: взгляд со стороны» (The European Monetary System: An Outsider’s View, 1981).